# Langham Hotel (Londres)
The Langham es uno de los grandes hoteles tradicionales más importantes de Londres. Está situado en Langham Place, en el distrito de Marylebone, frente a Portland Place y hacia el Regent's Park. Es miembro del consorcio Leading Hotels of the World.

## Historia

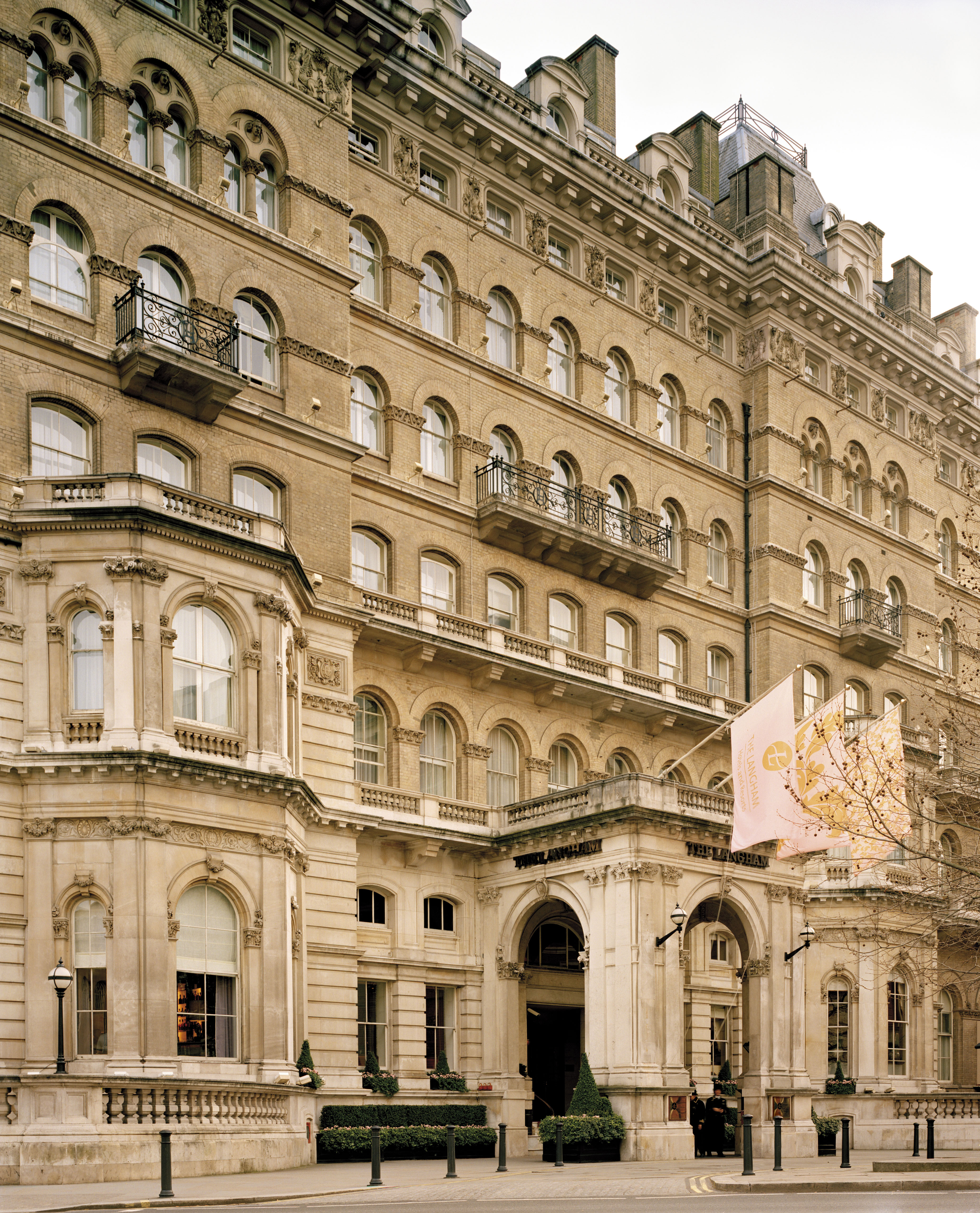
La fachada del hotel.

The Langham fue diseñado por el arquitecto John Giles y construido entre 1863 y 1865 con un coste de 300 000 libras. Entonces era el hotel más grande y moderno de la ciudad, con cien inodoros, treinta y seis cuartos de baño y los primeros ascensores hidráulicos de Inglaterra. La ceremonia de apertura fue dirigida por el Príncipe de Gales el 16 de junio. Después de que se liquidara la empresa original durante una crisis económica, la nueva administradora adquirió el hotel por menos de la mitad de su coste de construcción, y pronto se convirtió en un éxito comercial. En 1867, un antiguo oficial de la Unión llamado James Sanderson fue nombrado administrador general y el hotel desarrolló una extensa clientela estadounidense, entre los que se encontraban Mark Twain y la multimillonaria Hetty Green. También fue frecuentado por personalidades como Napoleón III, Oscar Wilde, Antonín Dvořák y Arturo Toscanini. Se instalaron luces eléctricas en la entrada y en el patio en la temprana fecha de 1879, y Arthur Conan Doyle ambientó parcialmente historias de Sherlock Holmes, como Escándalo en Bohemia y El signo de los cuatro, en The Langham.
The Langham continuó siendo durante todo el siglo XX un lugar privilegiado donde se alojaron miembros de la familia real, como Diana de Gales, y muchos políticos como Winston Churchill y Charles de Gaulle. Otros huéspedes famosos fueron Noël Coward, Wallis Simpson, Don Bradman, el Emperador de Etiopía Haile Selassie y Ayumi Hamasaki.

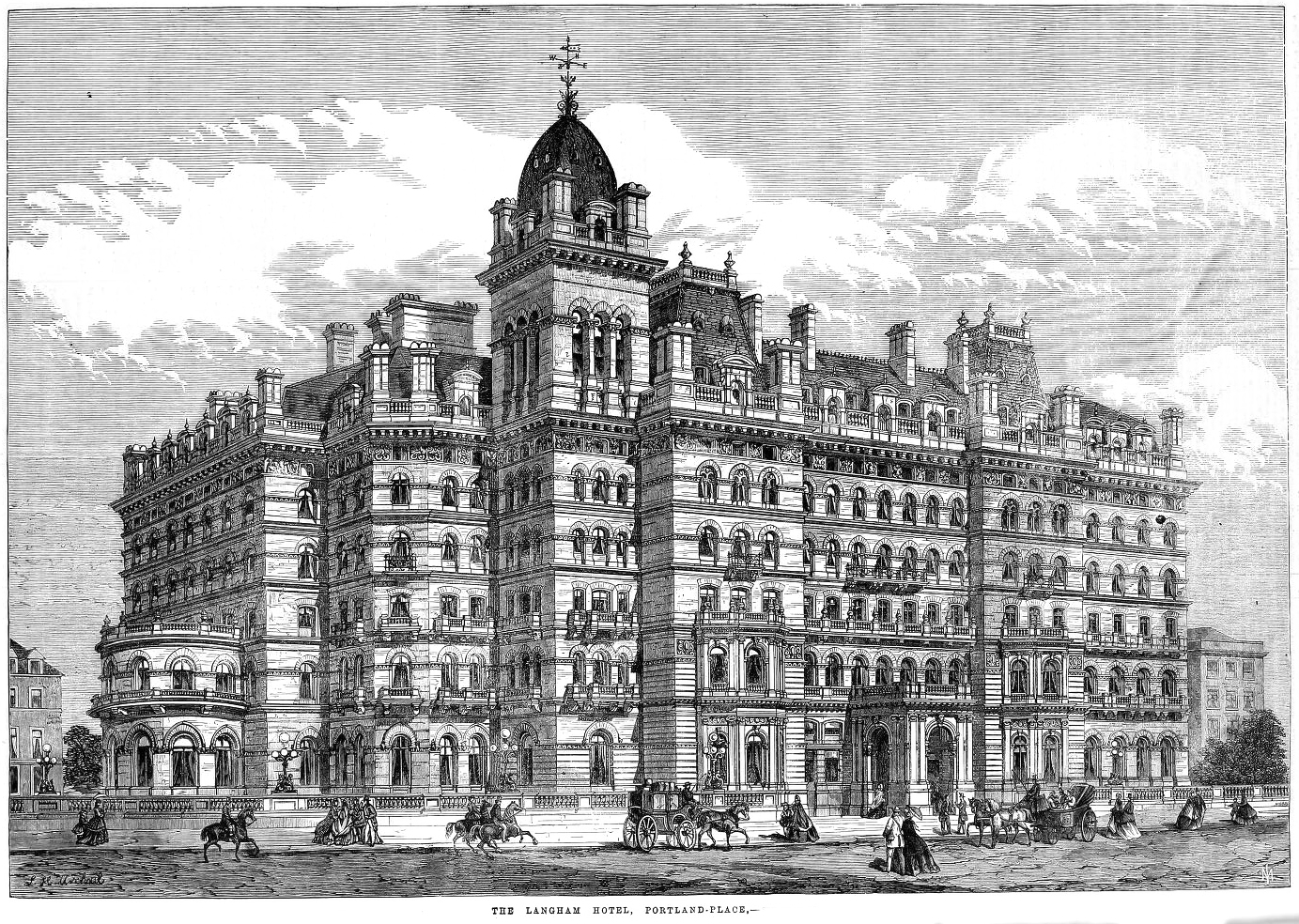
El hotel en 1865.

The Langham fue muy afectado por la Gran Depresión y sus propietarios intentaron vender el edificio a la BBC, pero esta construyó su sede (Broadcasting House) al otro lado de Portland Place. Durante la Segunda Guerra Mundial, el hotel fue usado parcialmente por el Ejército Británico hasta que fue dañado por bombas y obligado a cerrar. Tras la guerra, fue ocupado por la BBC como alojamiento auxiliar de Broadcasting House, y esta corporación lo adquirió en 1965.
Un empleado de la BBC que se alojó en The Langham fue Guy Burgess, uno de los Cambridge Five, un grupo de espías que proporcionó secretos oficiales a los rusos durante la Guerra Fría. Una nota interna de la BBC revela que al no poder acceder a su habitación en el hotel una noche, intentó romper la puerta con un extintor de incendios.
El Palm Court se convirtió en la biblioteca de referencia de la BBC, y el restaurante un bar para los empleados y sala de refresco. En 1980, la BBC solicitó sin éxito el permiso de construcción para demoler el edificio y sustituirlo con un nuevo edificio diseñado por Norman Foster. En 1986, la BBC vendió el inmueble al Ladbroke Group, quien posteriormente compró los Hoteles Hilton de fuera de los Estados Unidos por 26 millones de libras y reabrió el hotel con el nombre de Langham Hilton en 1991 tras una renovación de 100 millones de libras. Los nuevos propietarios ampliaron el hotel y realizaron otras reformas entre 1998 y 2000. Entre 2004 y 2009 se realizaron más renovaciones con un coste estimado de 80 millones de libras que devolvieron al hotel a su glorioso pasado manteniendo el ambiente inglés y el nivel de sofisticación de sus primeros días.

## The Langham en el cine
El hotel apareció en la película de James Bond GoldenEye (1995), y su entrada también apareció en una toma exterior representando al Grand Hotel Europe de San Petersburgo. Solo las escenas exteriores se grabaron en el hotel, porque las escenas interiores se grabaron en estudio. The Langham también apareció en la película de Michael Winterbottom Wonderland (1999), en tomas exteriores de la película de televisión Winning London (2001), y en Garfield 2 (2006).[cita requerida]

## El hotel en la actualidad
El hotel tiene cinco estrellas y actualmente es el buque insignia de la cadena Langham Hotels International, con sede en Hong Kong. En abril de 2009, se completaron las últimas renovaciones, con un coste de 80 millones de libras. The Langham tiene ahora 380 habitaciones, frente a las 425 anteriores, un Palm Court restaurado que ha servido el té de la tarde desde 1865, un nuevo centro de negocios y 15 salas para eventos incluida The Grand Ballroom, que puede alojar 375 huéspedes. Estos nuevos espacios se unen al bar Artesian, el restaurante Roux at The Landau y el comedor privado Postillion, diseñado por David Collins.
El 19 de marzo de 2010, el escritor y antiguo parlamentario Gyles Brandreth desveló una placa que conmemoraba la reunión celebrada en agosto de 1889 en The Langham entre Oscar Wilde, Arthur Conan Doyle y Joseph Marshall Stoddart. Stoddart encargó a los otros dos hombres que escribieran historias para su revista Lippincott's Monthly Magazine. Arthur Conan Doyle escribió El signo de los cuatro, que fue publicada en la revista en febrero de 1890. Oscar Wilde escribió El retrato de Dorian Gray, que fue publicada en julio de ese mismo año.

## Curiosidades
Para celebrar el 146.º aniversario del hotel en junio de 2011, el restaurante ofreció té por el precio original de 1865, siete peniques. Muchos huéspedes del hotel afirman haber observado fenómenos misteriosos durante su estancia, incluidos los jugadores de cricket ingleses Stuart Broad y Joe Root.